# Хойсин (соус)
Хойси́н (кит. трад. 海鮮醬, упр. 海鲜酱, пиньинь hǎixiānjiàng, палл. хайсяньцзян) — китайский соус (кантонская кухня), имеющий сладковатый пряный вкус; приправа для блюд китайской кухни, также используется во вьетнамской и американской кухне.
Название блюда представляет собой сокращение китайских слов «дар моря» — при том, что соус не только не содержит морских ингредиентов, но и обычно с ними не употребляется.
Готовится из ферментированных соевых бобов (соевой пасты) с добавлением сахара, уксуса, кунжутного масла, красного риса (который придаёт соусу характерный цвет тёмного красного дерева), чеснока, мёда, а также смеси «Пять специй». Также из приправ могут добавляться гвоздика, бадьян, зёрна фенхеля и др.
В зависимости от состава соус может иметь разный вкус, желеобразную консистенцию или быть жидким.
Хойсин используется в маринадах, для глазирования запекаемой птицы и шашлычков, в качестве соуса для различных традиционных блюд из мяса и птицы, наиболее известным из которых является утка по-пекински. Также может использоваться в качестве соуса-дип, добавляться в спринг-роллы, а также в супы.

## Использование в региональных кухнях
В кантонской кухне хойсин используется как маринад для мяса и соус-дип. В частности, может использоваться как маринад к свинине-барбекю (чар-су) и дип к спринг-роллам.
Во вьетнамской кухне соус используется как дип, а также как компонент супа фо.
В китайском сегменте американской кухни хойсин подаётся как соус-дип к утке по-пекински, листьям салата, а также мясу Му Шу (традиционно свинина, реже — курица).